# Fajansblomssläktet
Fajansblomssläktet (Dregea) är ett släkte i familjen oleanderväxter som består av 12 arter med tropiska växter. Tidigare tillhörde de familjen tulkörtsväxter (Asclepiadaceae), men hela den familjen ingår numera i oleanderväxterna (Apocynaceae), alltså även Fajansblommorna. De kommer ursprungligen från södra Asien och Afrika. 